# Petr Hrdlička
Petr Hrdlička (ur. 23 grudnia 1967 w Brnie) – czechosłowacki strzelec sportowy. Złoty medalista olimpijski z Barcelony.
Specjalizował się w konkurencji trap. Zawody w 1992 były jego jedynymi igrzyskami olimpijskim. Triumfował przed Kazumim Watanabe z Japonii i Włochem Marco Venturinim.